# Englerth
Englerth ist ein deutscher Familienname.

## Varianten
- Engler, Englert

## Namensträger
- Carl Englerth (1756–1814), deutscher Unternehmer und Politiker
- Christine Englerth (1767–1838), deutsche Unternehmerin
- Friedrich Englerth (1793–1848), deutscher Unternehmer und Politiker
- Sebastian Englerth (1804–1880), deutscher Weinrebenzüchter